# Jeannette Ryder
Jeannette Ryder (Wisconsin; 1866 - Cuba; 1931) fue una filántropa norteamericana que vivió en Cuba a principios del siglo XX, donde fundó la organización humanitaria llamada Sociedad Protectora de Niños, Animales y Plantas, también conocida como el Bando de Piedad en 1906.
A su muerte en 1931, fue enterrada en el cementerio de Colón en La Habana. Su tumba se conoce como la tumba de lealtad, ya que después de su muerte, su perro Rinti yacía a los pies de la tumba y se negó la comida y el agua ofrecidos por los cuidadores del cementerio hasta que murió. El animal fue enterrado junto a su dueña y es uno de los dos animales oficialmente inhumados en el cementerio de Colón. Una escultura yacente (la única de su tipo en la necrópolis) representa Rinti que descansa a los pies de la tumba fue erigida en 1945. Desde entonces esta tumba se conoce como "de la lealtad" o "la tumba del perrito".
En julio de 1957, para conmemorar los 50 años de la fundación del Bando de Piedad, el Ministerio de Comunicaciones de la República de Cuba emitió dos sellos de 4 y 12 centavos respectivamente honrando a Jeanette Ryder.